# Мастика (смола)
Масти́ка (греч. μαστίχα) — ароматическая смола мастикового дерева. Выделяется при подсочке стволов или крупных ветвей в виде вязкой жидкости, при высыхании образует золотистые прозрачные комки. Растворима в эфирных маслах, скипидаре, спирте. При жевании размягчается и приобретает белёсый цвет.
Традиционно производится в Иране и на греческом острове Хиос.
Используется в парфюмерии, косметологии, пищевой промышленности, изобразительном искусстве. На основе смолы изготавливается связующее вещество, называемое мастикс, которое находит применение в производстве лаков для имитации позолоты картинных рам. Вследствие последнего название «мастика» в искусстве стало применяться для любых материалов, заменяющих более дорогой материал.
В медицине применяют в виде настойки для смазывания дёсен и полоскания рта, а также в качестве средства, заживляющего раны.